# 小長谷英揚
小長谷 英揚（こながや ひであき、1977年〈昭和52年〉4月20日 - ）は、愛知県出身の日本の外交官。

## 略歴
- 2000年3月　東京大学教養学部総合社会科学科卒業
- 2000年4月　外務省入省
- 2006年8月　経済局経済統合体課
- 2007年7月　経済局経済統合体課 課長補佐
- 2008年8月　北米局北米第一課 課長補佐
- 2011年7月　総合外交政策局安全保障政策課 課長補佐
- 2013年8月　アジア大洋州局中国・モンゴル第一課 課長補佐
- 2014年4月　アジア大洋州局中国・モンゴル第一課 首席事務官
- 2014年9月　外務省大臣官房 外務副大臣秘書官事務取扱
- 2015年10月　総合外交政策局国連政策課 首席事務官
- 2017年6月　在アメリカ合衆国日本国大使館 参事官
- 2020年7月　大臣官房人事課 首席事務官
- 2021年7月　大臣官房人事課企画官 兼 首席事務官
- 2022年7月　大臣官房人事課人事企画室長 兼 大臣官房人事課企画官
- 2023年6月　中東アフリカ局中東第一課長